# Lazër Mjeda
Lazër Mjeda też jako: Lazzaro Miedia (ur. 6 marca 1869 we wsi Mjeda w okręgu Zadrima, zm. 8 lipca 1935 w Szkodrze) – albański biskup katolicki, prymas Albanii, brat Ndre Mjedy.

## Życiorys
Pochodził z rodziny rzemieślniczej, był synem Zefa i Lucije. Uczył się w Papieskim Seminarium Duchowym w Szkodrze. Naukę kontynuował w Hiszpanii, w Turynie i w 1893 w kolegium jezuickim w Krakowie. 9 sierpnia 1891 w kościele jezuickim w Szkodrze otrzymał święcenia kapłańskie z rąk abp Pasquale Gueriniego. Przez następne 10 lat pracował w parafiach archidiecezji szkoderskiej (Plan, Pog e Mëgullë). 28 marca 1900 został wyświęcony na biskupa i ordynariusza diecezji Sapa. Intronizacja odbyła się 20 stycznia 1901 w katedrze szkoderskiej. Z uwagi na zbyt młody wiek (nie ukończył jeszcze 35 roku życia) nie mógł objąć kierownictwa archidiecezji. 24 grudnia 1904 otrzymał godność arcybiskupa tytularnego Aeropolis.
W tym czasie współpracował z albańskim ruchem narodowym. Wspólnie z bratem Ndre Mjedą wydawał pismo Agimi (Świt), poprzez które starał się upowszechniać jednolity standard alfabetu albańskiego. Z uwagi na zbyt aktywne poparcie dla albańskiego ruchu narodowego, w kwietniu 1909 został przeniesiony do archidiecezji Skopje-Prizren, skąd w 1921 powrócił do Szkodry. W 1913 był autorem raportów kierowanych do Stolicy Apostolskiej o sytuacji ludności albańskiej po wkroczeniu Serbów do Kosowa i Macedonii i przymusowej konwersji Albańczyków na prawosławie. W sierpniu 1920 wraz z grupą księży katolickich został uwięziony przez władze Królestwa SHS.
W roku 1921 stanął na czele archidiecezji szkoderskiej (co było równoznaczne z godnością prymasa Albanii) i pełnił tę funkcję aż do śmierci. W latach 20. w swoich listach pasterskich, apelował do wiernych, aby włączyli się w proces jednoczenia ziem albańskich i uczestniczyli w życiu politycznym. W sprawach kościelnych skupił się na rozwijaniu prasy katolickiej, a także na wizytacji poszczególnych parafii i zwiększaniu dyscypliny wśród kleru diecezjalnego.
Był odznaczony Orderem Franciszka Józefa.

## zob. także
- Arcybiskupi Szkodry-Pultu
- Biskupi Sapy